# Централна Италия
Централна Италия (на италиански: Italia centrale) или Средна Италия е средната част на Материкова Италия, който се дели на Северна Италия, Централна Италия и Южна Италия.

## География
Разположена е от Апенинските планини между Специя и Римини до северната граница на бившето Неаполитанско кралство. Южната граница е от 1920-години по реките Тронто и Гариляно.
Образувана е от регионите Тоскана, Умбрия, Марке и Лацио. В тези граници Централна Италия е една от петте италиански Маркрегиони.
По диалект неофициално понякога към нея се смята Абруцо, по исторически причини понякога и Емилия-Романя.
Централна Италия има 11 675 578 жители. От населените места 8 града имат население от над 100 000 жители.
| Град      | Жители    | Регион  |
| --------- | --------- | ------- |
| Рим       | 2.718.768 | Лацио   |
| Флоренция | 364.710   | Тоскана |
| Прато     | 185.603   | Тоскана |
| Перуджа   | 163.287   | Умбрия  |
| Ливорно   | 160.949   | Тоскана |
| Латина    | 115.490   | Лацио   |
| Терни     | 110.933   | Умбрия  |
| Анкона    | 101.424   | Марке   |